# Municipio de Middlefield (Ohio)
El municipio de Middlefield (en inglés: Middlefield Township) es un municipio ubicado en el condado de Geauga en el estado estadounidense de Ohio. En el año 2010 tenía una población de 4493 habitantes y una densidad poblacional de 75,46 personas por km².

## Geografía
El municipio de Middlefield se encuentra ubicado en las coordenadas 41°28′5″N 81°2′22″O / 41.46806, -81.03944. Según la Oficina del Censo de los Estados Unidos, el municipio tiene una superficie total de 59.54 km², de la cual 59 km² corresponden a tierra firme y (0,9 %) 0,54 km² es agua.

## Demografía
Según el censo de 2010, había 4493 personas residiendo en el municipio de Middlefield. La densidad de población era de 75,46 hab./km². De los 4493 habitantes, el municipio de Middlefield estaba compuesto por el 98,62 % blancos, el 0,58 % eran afroamericanos, el 0,04 % eran amerindios, el 0,29 % eran asiáticos, el 0,22 % eran de otras razas y el 0,24 % eran de una mezcla de razas. Del total de la población el 0,51 % eran hispanos o latinos de cualquier raza.